# On Parole (musikgrupp)
On Parole är en musikgrupp från Göteborg som bildades 2004. I juli 2006 spelade bandet på Metal Meet i Torslanda och i augusti samma år släpptes debutalbumet Classic Noise på tyska skivmärket ZYX/Punk'n'Drunk. I september 2007 släpptes den även i Skandinavien via Roasting House och Universal Music. I oktober det året kom Mattias Fredriksson in som basist, och Zvonko lämnade bandet.

### Fotnoter
1. ↑  ”23-29 juli” (på svenska). Dagens nyheter. 23 juli 2006. http://www.dn.se/arkiv/sondag/23-29-juli/. Läst 29 april 2017.